# Колвин, Мэри
Мари Кэтрин Колвин (англ. Marie Catherine Colvin; 12 января 1956 года — 22 февраля 2012 года) — американская журналистка, иностранный корреспондент в британской газете The Sunday Times с 1985 года вплоть до своей гибели во время осады Хомса в Сирии.
После её смерти Университет Стони Брук основал Центр международной отчетности Мари Колвин (англ. Marie Colvin Center for International Reporting) в её честь. Её семья также учредила Мемориальный фонд Мари Колвин через Общественный фонд Лонг-Айленда, который стремится пожертвовать во имя Мари в честь её гуманизма. В июле 2016 года адвокаты, представляющие семью Колвин, подали гражданский иск против правительства Сирийской Арабской Республики, утверждая, что они получили доказательство того, что правительство Сирии приказало её убить, в результате чего правительство Сирии было признано виновным в её убийстве в начале 2019 года, и семье Колвин была присуждена компенсация в размере 302 миллионов долларов.

## Ранние годы
Мари Колвин родилась в Астории, Квинс, Нью-Йорк, и выросла в Восточном Норидже в городе Ойстер-Бэй, округ Нассау, на Лонг-Айленде. Её отец, Уильям Дж. Колвин (William J. Colvin), был ветераном морской пехоты Второй мировой войны и учителем английского языка в государственных школах Нью-Йорка. Он также принимал активное участие в демократической политике в округе Нассау. Он служил заместителем исполнительной власти округа при Юджин Никерсон (Eugene Nickerson). Её мать, Розмари Маррон Колвин, была школьным консультантом в государственных школах Лонг-Айленда. У неё было два брата и две сестры — Уильям, Майкл, Эйлин и Кэтрин. Она окончила среднюю школу Ойстер-Бэй в 1974 году. Она провела младший курс средней школы за границей по программе обмена в Бразилии, а затем посещала Йельский университет. Она была специалистом в области антропологии, но прошла курс обучения у писателя, получившего Пулитцеровскую премию, Джона Херси. Она также начала писать для студенческой газеты Yale Daily News «и решила стать журналистом», как сказала её мать. Она окончила университет со степенью бакалавра в области антропологии в 1978 году. Во время учёбы в Йельском университете Колвин была известна как сильная личность и быстро зарекомендовала себя как «создатель шума» в кампусе.

## Карьера
Колвин некоторое время работала в профсоюзе в Нью-Йорке, прежде чем начала свою журналистскую карьеру в United Press International (UPI), через год после окончания Йельского университета. Сначала она работала в UPI в Трентоне, затем в Нью-Йорке и Вашингтоне. В 1984 году Колвин была назначена менеджером парижского бюро UPI, а затем перешла в The Sunday Times в 1985 году.
С 1986 года она была корреспондентом газеты на Ближнем Востоке, а с 1995 года — корреспондентом по иностранным делам. В 1986 году она впервые взяла интервью у ливийского лидера Муаммара Каддафи после операции «Каньон Эльдорадо». Каддафи сказал в этом интервью, что он был дома, когда американские самолёты бомбили Триполи в апреле 1986 года, и что он помог спасти свою жену и детей, когда «дом обрушился вокруг нас». Каддафи также сказал, что примирение между Ливией и Соединёнными Штатами было невозможно, пока Рейган находится в Белом доме. «Мне нечего ему сказать (Рональд Рейган)», — сказал он, — «потому что он безумен. Он глупый. Он израильский пес».
В мае 1988 года Колвин появилась на канале Channel 4, на программе After Dark, вместе с Антоном Шаммасом, Джеральд Кауфмана, Моше Амирав, Надей Хиджаб и другими.
Специализируясь на Ближнем Востоке, она также освещала конфликты в Чечне, Косово, Сьерра-Леоне, Зимбабве, Шри-Ланке и Восточном Тиморе. В 1999 году в Восточном Тиморе ей приписали спасение жизней 1500 женщин и детей из комплекса, осажденного силами, поддерживаемыми Индонезией. Отказавшись их оставить, она осталась в составе сил Организации Объединённых Наций и делала репортажи в своей газете и по телевидению. Они были эвакуированы через четыре дня. Она получила награду Международного женского медиа-фонда за Смелость в журналистике за освещение Косово и Чечни. Она написала и спродюсировала документальные фильмы, включая «Арафат: За мифом для BBC». В 2005 году она была показана в документальном фильме Bearing witness .
16 апреля 2001 года Колвин потеряла зрение в левом глазу из-за взрыва гранатомета из шри-ланкийской армии (РПГ), когда она переходила из зоны, контролируемой тамильскими тиграми, в контролируемый правительством район; после этого она носила повязку на глаз.
На нее напали даже после крика «журналист, журналист!» во время репортажей о гражданской войне в Шри-Ланке. Она сказала Линдси Хилсум из Channel 4 News, что ее злоумышленник «знал, что он делает». Несмотря на серьезные травмы, Колвин, которой тогда было 44 года, удалось вовремя написать статью из 3000 слов, чтобы уложиться в срок. Она прошла более 30 миль через джунгли Ванни со своими тамильскими гидами, чтобы избежать правительственных войск; она сообщила о гуманитарной катастрофе в северном тамильском регионе, включая правительственную блокаду продовольствия, медикаментов и предотвращение доступа иностранных журналистов в этот район в течение шести лет для освещения войны. Позже Колвин перенесла посттравматическое стрессовое расстройство, потребовавшее госпитализации после ее травм. Она также была свидетелем и посредником в последние дни войны в Шри-Ланке и сообщала о военных преступлениях против тамилов, совершенных на этом этапе. После ее ранения несколько дней спустя правительство Шри-Ланки заявило, что оно позволит иностранным журналистам путешествовать в зонах, удерживаемых повстанцами. Директор правительственной информации Ария Рубасингхе заявила, что «журналисты могут приходить, мы им не запрещаем находиться, но они должны полностью осознавать и принимать риск для своей жизни».
В 2011 году, когда она освещала «арабскую весну» в Тунисе, Египте и Ливии, ей предложили еще раз взять интервью у Каддафи вместе с двумя другими журналистами, которых она могла выдвинуть. Для первого международного интервью Каддафи с начала войны Колвин взяла с собой Кристиана Аманпура из ABC News и Джереми Боуэна из BBC News. Колвин отметила, что важно пролить свет на «человечество в экстремальных невыносимых условиях», заявив: «Моя работа — свидетельствовать. Меня никогда не интересовало, что за самолет только что бомбил деревню, и стреляла ли артиллерия 120 мм или 155 мм».

## Личная жизнь
Колвин дважды была замужем за журналистом Патриком Бишопом; оба брака закончились разводом. Она также вышла замуж за боливийского журналиста Хуана Карлоса Гукумио, который был корреспондентом испанской газеты El País в Бейруте во время гражданской войны в Ливане. Он покончил жизнь самоубийством в феврале 2002 года в Боливии в результате проблем с депрессией и алкоголизмом.
Колвин проживала в Хаммерсмите, Западный Лондон.

## Смерть и наследие
В феврале 2012 года Колвин въехала в Сирию на заднем сиденье мотоцикла для мотокросса, игнорируя попытки правительства Сирии не допустить въезда иностранных журналистов в Сирию для освещения сирийской гражданской войны без разрешения. Колвин была размещена в западном районе Баба Амр города Хомс, и ее последняя трансляция состоялась вечером 21 февраля, появившись на BBC, Channel 4, CNN и ITN News через спутниковый телефон. Она рассказала о «беспощадных» обстрелах и снайперских атаках на гражданские здания и людей на улицах Хомса со стороны сирийских сил. В разговоре с Андерсоном Купером Колвин назвала бомбардировку Хомса худшим конфликтом, который она когда-либо испытывала.

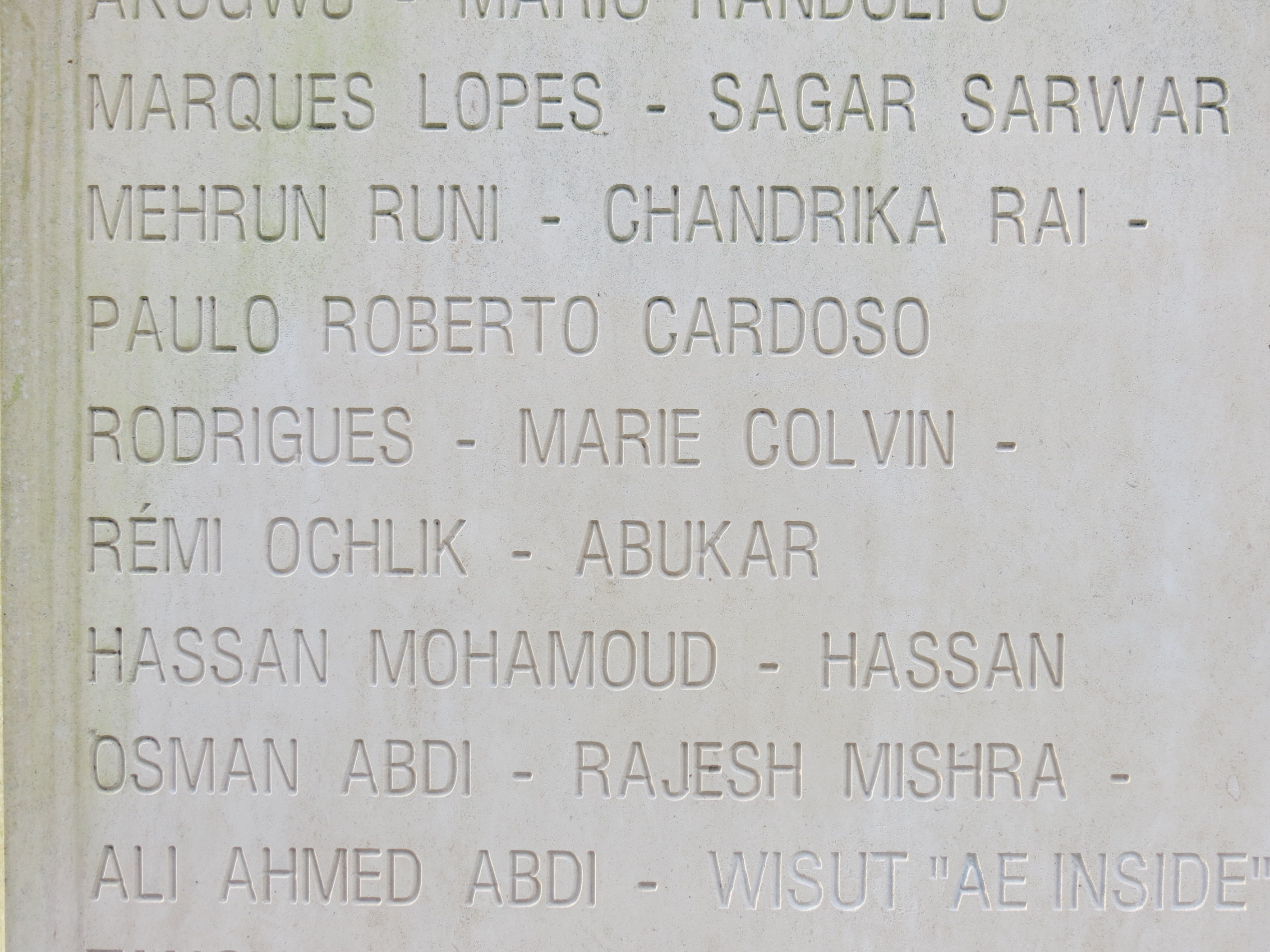
Имя Мари Колвин, Мемориал Репортеров (фр.), Байе.

Колвин умерла вместе с отмеченным наградами французским фотографом Реми Ошликом. Вскрытие, проведенное сирийским правительством в Дамаске, показало, что Мари Колвин была убита «самодельным взрывным устройством, заполненным гвоздями». Сирийское правительство утверждает, что взрывное устройство было заложено террористами 22 февраля 2012 года, когда они бежали из неофициального здания СМИ, которое обстреливало сирийская армия. Это утверждение было отвергнуто фотографом Полом Конроем, который был с Колвин и Ошликом и пережил атаку. Конрой вспомнил, что Колвин и Ошлик упаковывали свое снаряжение, когда огонь сирийской артиллерии поразил их медиацентр.
Журналист Жан-Пьер Перрен и другие источники сообщили, что здание было атаковано сирийской армией и идентифицировано с использованием сигналов спутниковой связи. Их команда планировала стратегию выхода за несколько часов до этого.
Вечером 22 февраля 2012 года жители Хомса скорбели на улицах в честь Колвин и Ошлика. После ее смерти в медиаиндустрии и политическом мире воздали ей дань уважения.
При Колвин находилось ее личное имущество. Сюда входил рюкзак с основными принадлежностями и рукопись на 387 страниц, написанная ее давним другом Джеральдом Уивером. Сестра Колвин, Кэтлин Кэт Колвин вместе с Шоном Райаном, тогдашним иностранным редактором The Sunday Times, помогли опубликовать его книгу.
12 марта 2012 года в Ойстер-Бэй, штат Нью-Йорк, состоялись похороны Колвин, на которых присутствовали 300 скорбящих, включая тех, кто следил за ее рассылкой, друзей и семью. Ее кремировали, и половина ее пепла была разбросана по Лонг-Айленду, а другая половина — по Темзе, возле ее последнего дома.
В июле 2016 года Кэт Колвин подала гражданский иск против правительства Сирийской Арабской Республики за внесудебное убийство, утверждая, что она получила доказательство того, что сирийское правительство прямо приказало убить Колвин. В апреле 2018 года обвинения были раскрыты в судебных документах, поданных ее семьей. В январе 2019 года американский суд постановил, что правительство Сирии несет ответственность за смерть Колвин, и распорядился выплатить 300 миллионов долларов в качестве штрафных убытков. В постановлении указывалось, что за Колвин «специально охотились из-за ее профессии, чтобы заставить замолчать тех, кто сообщает о растущем оппозиционном движении в стране. Убийство журналистов, действующих в своем профессиональном качестве, может оказать негативное влияние на освещение таких событий во всем мире. Целенаправленное убийство американской гражданки, чья храбрая работа была не только значительна, но и жизненно важна для нашего понимания военных зон и войн в целом, является возмутительным, и поэтому оправданным является наказание в виде штрафных санкций, которое увеличивает воздействие на ответственное государство».
В 2018 году был выпущен фильм Частная война, основанный на жизни Колвин, режиссера Мэтью Хейнемана, написанный Араш Амель. В главной роли Колвин снялась Розамунд Пайк. Фильм основан на статье Marie Colvin’s Private War 2012 года в Vanity Fair Magazine написанной Мари Бреннер.

## Награды
- 2000 — журналист года, Ассоциация иностранной прессы
- 2000 — Мужество в журналистике, Международный женский медиа фонд
- 2001 — Иностранный Репортер Года , British Press Awards
- 2009 — Иностранный Репортер Года, British Press Awards
- 2012 — премия Анны Политковской, (RAW in WAR)
- 2012 — Иностранный Репортер Года, British Press Awards